# Stylosanthes campestris
Stylosanthes campestris är en ärtväxtart som beskrevs av M.B.Ferreira och Sousa Costa. Stylosanthes campestris ingår i släktet Stylosanthes och familjen ärtväxter. Inga underarter finns listade i Catalogue of Life.